# 阿見飛行場

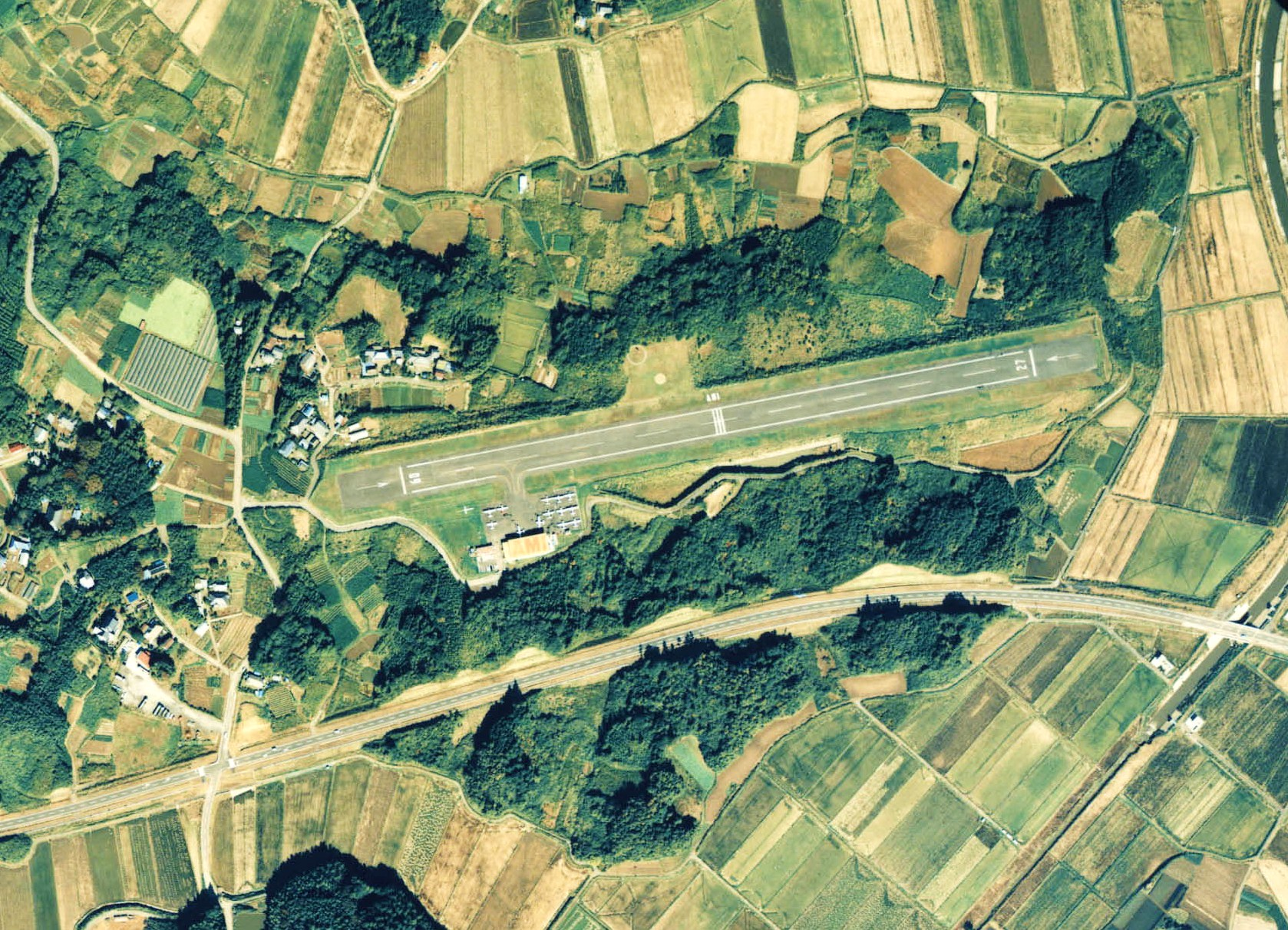
阿見飛行場一帶的空拍圖，（攝於1990年）。

阿見飛行場（日语：／ Ami hikōjō */?）是一座位於日本茨城縣稻敷郡阿見町的飛行場，主要提供輕型飛機使用。此機場被日本政府歸類為「其他機場」，由東京航空管理。

## 沿革
- 1980年（昭和55年）- 東京航空位在東京都江東區東雲的東雲飛行場關閉，轉往阿見町開設阿見飛行場。
- 2015年（平成27年）2月5日 - 阿見飛行場關閉，東京航空遷移至調布飛行場。同年秋於原址建成太陽能發電廠區。

## 利用團體
- 東京航空

## 周邊
- 國道125號
- 陸上自衛隊舟島射擊場
- 上條城址
- 霞浦
- 阿見町立舟島小學校
- 君原郵便局
- 追原公民館

## 交通
- 巴士
  - JR巴士關東 島津巴士站下車，步行20分鐘。

## 利用狀況
- 東京航空進行飛行遊覽、拍攝航空照、宣傳飛行、操縱訓練等活動。
- 拍攝電影、音樂影片的取景地。

## 外部連結
- 東京航空阿見飛行場 （日語）